# Mbam Djerem Nationalpark
Mbam Djerem Nationalpark er en nationalpark i Cameroun, der strækker sig over de tre regioner Adamaoua, Centre og Est,.

## Historie
I marts 1999 blev skovzonen Mban og Djerem udpeget som beskyttet zone af Miljø- og Skovbrugsministeriet, og det blev yderligere udvidet i 2000. Den blev i november 2000 oprettet som Camerouns største nationalpark, med et areal på 4.260 km2.

## Geografi
Mbam-Djerem Nationalpark ligger mellem de sydlige skråninger af Adamawa-plateauet og den nordlige spids af en tæt fordybning af regnskov i Congo-bassinet. Øst for reservatet går vejen fra Yoko til Tibati.
Parken er en del afovergangszonen mellem Guinea-Congo og Sudan.
Området ligger i en højde af mellem 600 og 900 meter over havets overflade.
Der løber to store floder gennem parken. Det er dem parken har fået sit navn efter: Floden Djérem strækker sig fra nord til syd. Den 425 kilometer lange flod Mbam løber også fra nord til syd. Mens Djérem flyder gennem den østlige del af området, ligger Mbam i den vestlige del af nationalparken.

## Biodiversitet

### Flora
Nationalparkens har mangfoldige habitater. Den omfatter typisk lavlandsregnskov, skovklædt landskab, skovklædt savanne og græsklædt savanne. Terrænet er ret fladt og tørt. Satellitbilleder viser, at de fleste af planterne er under 50 år.

### Fauna
Blandt primaterne findes den sydlige dværgabe (Miopithecus talapoin) findes ved Djerem-floden. En anden primat i parken er chimpansen. Andre pattedyr, der er hjemmehørende i parken, omfatter leoparden, skovelefanten, afrikansk bøffel og bongoen.
Parken er interessant for ornitologer; En undersøgelse fra BirdLife International viste mindst 365 forskellige fuglearter. Disse omfatter Skovfrankolin (Francolinus lathami), hvidplettet dunhale (Sarothrura pulchra), Rævefalk (Falco alopex) og Lille smyrnaisfugl (Halcyon badia). Kravestær (Grafisia torquata) og Bamenda apalis (Apalis bamendae) er stærkt truede.
Mbamfloden er et levested for fisk som Mbam-killifisken (Aphyosemion dargei), den rødstribede killifisk (Aphyosemion bualanum) og den gulstribede killifisk (Aphyosemion bualanum).